# Аниса Кейт
Аниса Кейт (на английски: Anissa Kate) е френска порнографска актриса и режисьор на порнографски филми.

## Ранен живот
Родена е на 7 май 1987 г. в град Лион, Франция. Тя е от арабско-френски произход, като нейният баща е алжирец.
Завършва магистърска степен по икономика и мениджмънт.

## Кариера
Дебютира като актриса в порнографската индустрия през септември 2011 г., когато е на 24-годишна възраст.
Снима се в порнофилми в Испания, Франция и САЩ.

## Личен живот
Живее в Испания.

## Награди и номинации
Носителка на награди
- 2013: Galaxy награда за най-добра нова изпълнителка в Европа.[9]
- 2014: AVN награда за чуждестранна изпълнителка на годината.[4][10]
- 2015: AVN награда за чуждестранна изпълнителка на годината.[11]
- 2017: XBIZ награда за най-добра секс сцена в пародийна продукция – „Буря на крале“ (със Джесмин Джей и Райън Райдър).[12]

Номинации
- 2013: Номинация за XBIZ награда за чуждестранна изпълнителка на годината.[13]
- 2013: Номинация за AVN награда за чуждестранна изпълнителка на годината.[14]
- 2013: Номинация за NightMoves награда за най-добри гърди.[15]
- 2013: Номинация за Venus награда за най-добра международна актриса.[16]
- 2014: Номинация за XBIZ награда за чуждестранна изпълнителка на годината.[17]
- 2015: Номинация за XBIZ награда за чуждестранна изпълнителка на годината.[18]
- 2018: Номинация за XBIZ награда за чуждестранна изпълнителка на годината.[19]